# 愛媛県道134号国領高木線
愛媛県道134号国領高木線（えひめけんどう134ごう こくりょうたかぎせん）は、愛媛県新居浜市を通る一般県道である。

## 概要
新居浜市国領1丁目から新居浜市高木町に至る。

### 路線データ
- 起点：新居浜市国領1丁目（国領1丁目交差点、国道11号交点）
- 終点：新居浜市高木町（高木交差点、愛媛県道11号新居浜角野線交点）
- 総延長：3.3 km

## 路線状況

### 重複区間
- 国道11号（新居浜市東田2丁目 - 新居浜市岸の上町2丁目・新居浜市外山町交差点）

### 道路施設

#### 橋梁
- 国嶺川橋（国嶺川、新居浜市、国道11号重複区間内）

## 地理

### 通過する自治体
- 新居浜市

### 交差する道路
| 交差する道路                                                     | 交差する場所  | 交差する場所           |
| ---------------------------------------------------------------- | ------------- | ---------------------- |
| 国道11号 国道192号 重複                                          | 国領1丁目     | 国領1丁目交差点 / 起点 |
| 国道11号 / 新居浜バイパス 重複区間起点 愛媛県道336号新居浜東港線 | 東田2丁市目   |                        |
| 国道11号 / 新居浜バイパス 重複区間終点                           | 岸の上町2丁目 | 新居浜市外山町交差点   |
| 愛媛県道133号多喜浜泉川線                                        | 坂井町2丁目   |                        |
| 愛媛県道135号新居浜停車場線                                      | 坂井町2丁目   |                        |
| 愛媛県道11号新居浜角野線                                         | 高木町        | 高木交差点 / 終点      |

### 交差する鉄道
- 予讃線

### 沿線
- 外山郵便局
- 新居浜市立泉川小学校
- 愛媛県立新居浜商業高等学校
- 新居浜市美術館
- 新居浜駅前郵便局
- JR四国予讃線 新居浜駅